# Champagne-Ardenne
Pour les articles homonymes, voir Champagne et Ardennes.
1956–2015
Entités suivantes :
- Grand Est

La Champagne-Ardenne (prononcé [ ʃɑ̃.ˈpa.ɲ‿aʁ.ˈd̪ɛn]) est une ancienne région administrative du Nord-Est de la France (1956-1982), ayant existé ensuite comme collectivité territoriale de 1982 à 2015 ; elle a fusionné le 1er janvier 2016 avec l'Alsace et la Lorraine pour former la nouvelle région Grand Est.
Elle était bordée au nord par la Belgique, à l'ouest par la Picardie et l'Île-de-France, au sud par la Bourgogne et à l'est par la Franche-Comté et la Lorraine.
Elle se composait de quatre départements : les Ardennes, l'Aube, la Marne et la Haute-Marne.
Avec 1 333 497 habitants (les Champenois) estimés en janvier 2013, elle était l'une des cinq régions les moins peuplées de France. Sa préfecture était Châlons-en-Champagne. Les agglomérations les plus importantes étaient celles de Reims, avec ses 218 000 habitants, de Troyes et de Charleville-Mézières-Sedan, toutes deux autour de 130 000 habitants.
S'étendant sur 25 606 km2, la région Champagne-Ardenne rassemblait la plaine de Champagne cernée par les reliefs de l'Ardenne au Nord, de la côte d'Île-de-France à l'Ouest, accueillant notamment le vignoble de Champagne, du plateau de Langres au Sud et de l'Argonne à l'Est.
En 2015, à la réforme des nouvelles régions, l'ajout du département de l'Aisne dans la région est envisagé.

## Géographie
La région Champagne-Ardenne se situe dans le Nord-Est de la France. Elle possède une frontière commune avec la Région wallonne (Belgique). Elle est composée de quatre départements : les Ardennes, la Marne, l’Aube et la Haute-Marne. Enfin, elle s'étend sur 25 606 km2.

### Relief
La région était bordée à l'ouest par des plateaux comme le Tardenois et la Brie formant une cuesta incurvée allant de la Seine (au sud), à l'Oise (au nord). À l'extrémité est de cette cuesta, le calcaire dominaient les plaines marneuses sur lesquelles est concentré l'essentiel des vignobles de Champagne.
Au nord se trouvait le massif Ardennais, culminant jusqu'à 505 m d'altitude dans la partie française. Au sud-est, il y a le plateau de Langres (450 m à 550 m). Dans la partie est, s’élevaient les hautes terrasses de calcaire jurassique des Côtes des bar (350 m à 400 m d'altitude), le plateau barrois culminant à 405 m au mont Gilmont. Les plateaux et les collines calcaires culminants sont parsemés de nombreuses grottes et de collines, typiques d'un relief karstique.
En Champagne-Ardenne, les forêts avaient une place importante avec les massifs des forêts d'Auberive ou d'Arc-en-Barrois dans la Haute-Marne (les massifs forestiers couvrant 40 % du territoire haut-marnais).
Quatre grandes rivières alluviales la traversaient d’est en ouest : l'Aisne (affluent de l'Oise), la Marne et l'Aube (affluents de la Seine), et la Meuse.

### Hydrographie
La région se situait en amont de trois principaux bassins hydrographiques, à savoir Seine-Normandie, auquel appartient la majeure partie de la région, Rhin-Meuse et Rhône-Méditerranée. Le réseau hydrographique champenois, globalement orienté d'est en ouest, comprenait comme principaux cours d'eau la Seine et ses affluents de l'Aube et de la Marne, son sous-affluent de l'Aisne (affluent de l'Oise), ainsi que la Meuse. L'Aube, la Marne et la Meuse prennent leur source au sein du département de la Haute-Marne, sur le plateau de Langres. La Champagne-Ardenne possède également un réseau de canaux relativement dense.

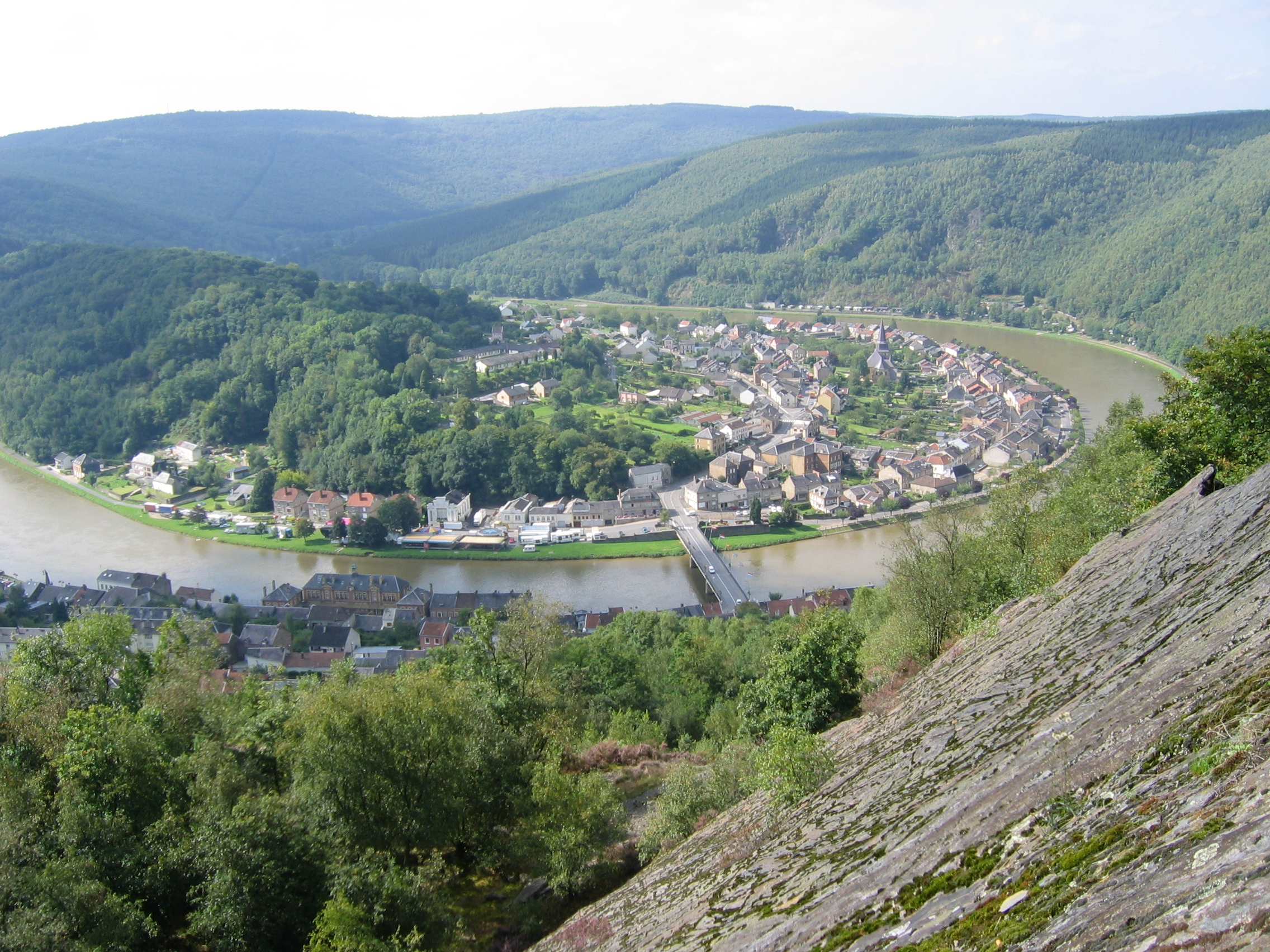
La Meuse à Monthermé.
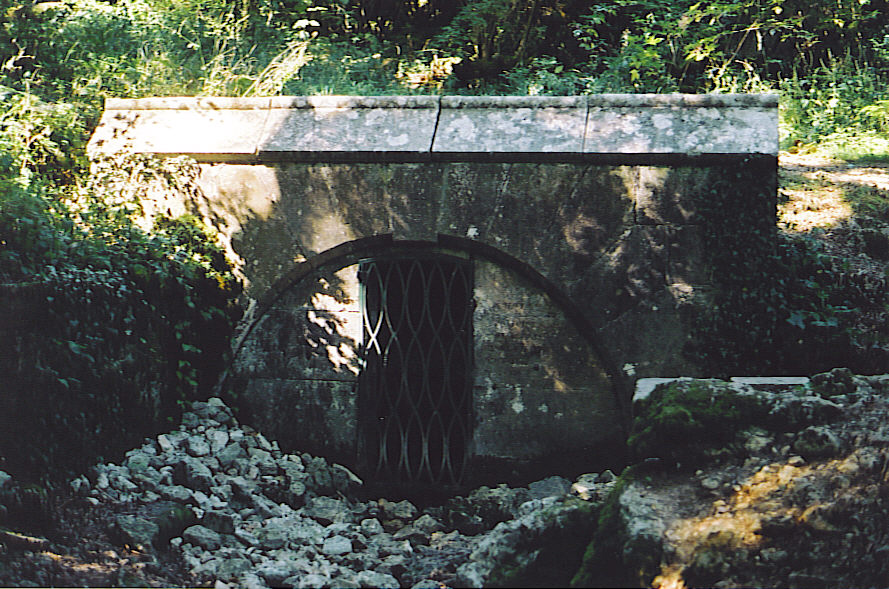
La source de la Marne.
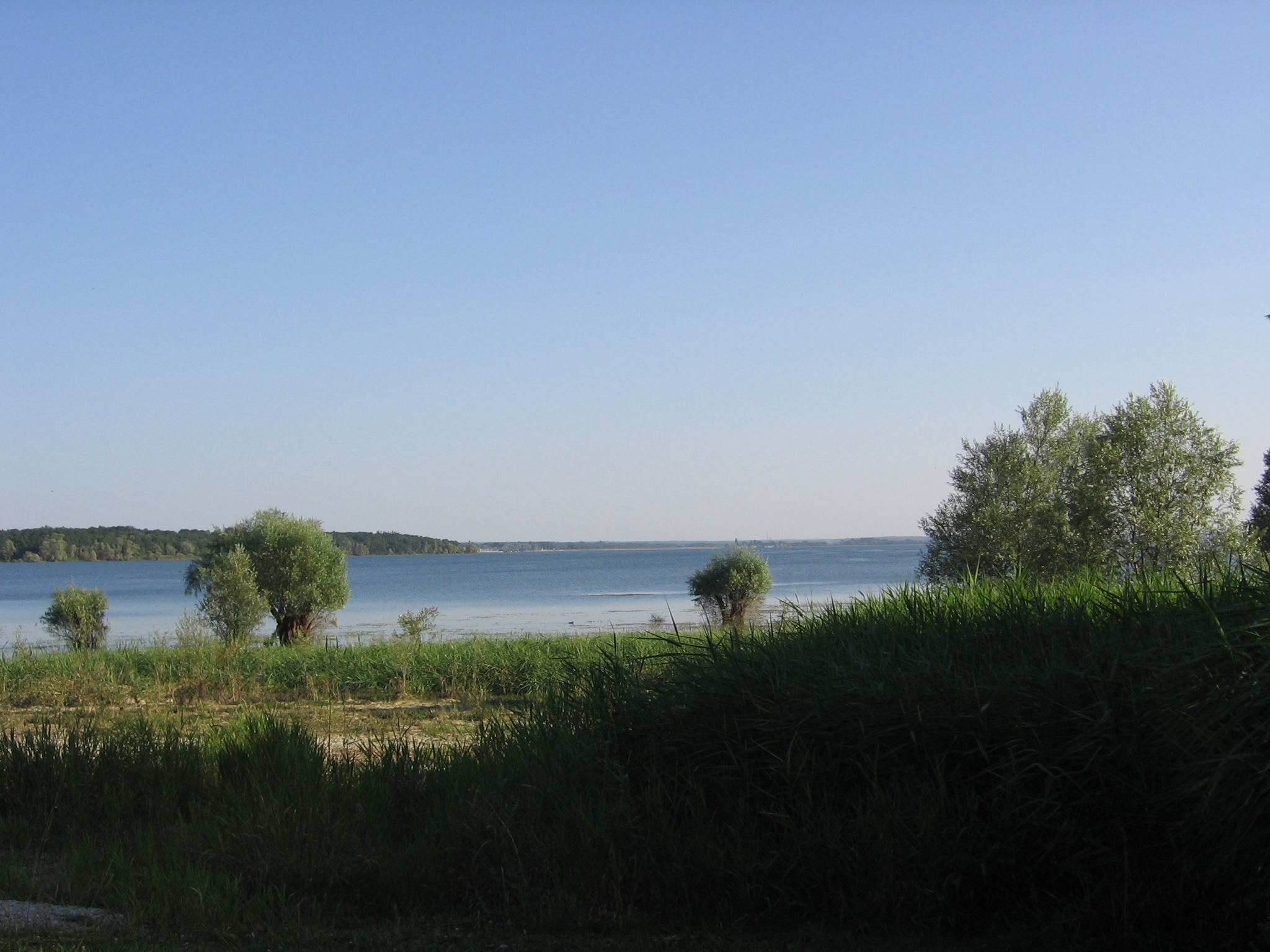
Le lac artificiel d'Orient.

La région accueillait notamment trois des quatre « Grands lacs de Seine », lacs artificiels dont le but est de protéger l'Île-de-France des crues de la Seine et de ses affluents, au printemps, et d'alimenter la région parisienne en eau, en été. Le lac du Der-Chantecoq (48 km2) dans le bassin de la Marne, qui est le plus grand lac artificiel d'Europe, le lac d'Orient (23 km2) alimenté par la Seine, le lac Amance (5 km2) et le lac du Temple (18 km2) – tous deux en dérivation de l'Aube – assurent ces missions.

### Géologie
La réserve naturelle nationale de Vireux-Molhain est connue pour ses trilobites.

### Faune et flore
Entre les Ardennes, terres froides propices aux gélinottes des bois, tétras lyre ou bec-croisés et l'Aube ou la Haute-Marne, terres favorables au busard cendré ou au milan royal, beaucoup d'extrêmes se rencontrent et offrent une multitude de paysages favorables à de nombreuses espèces tant méditerranéennes que nordiques. De nombreuses espèces trouvent leurs limites de répartition dans la région.

### Climat

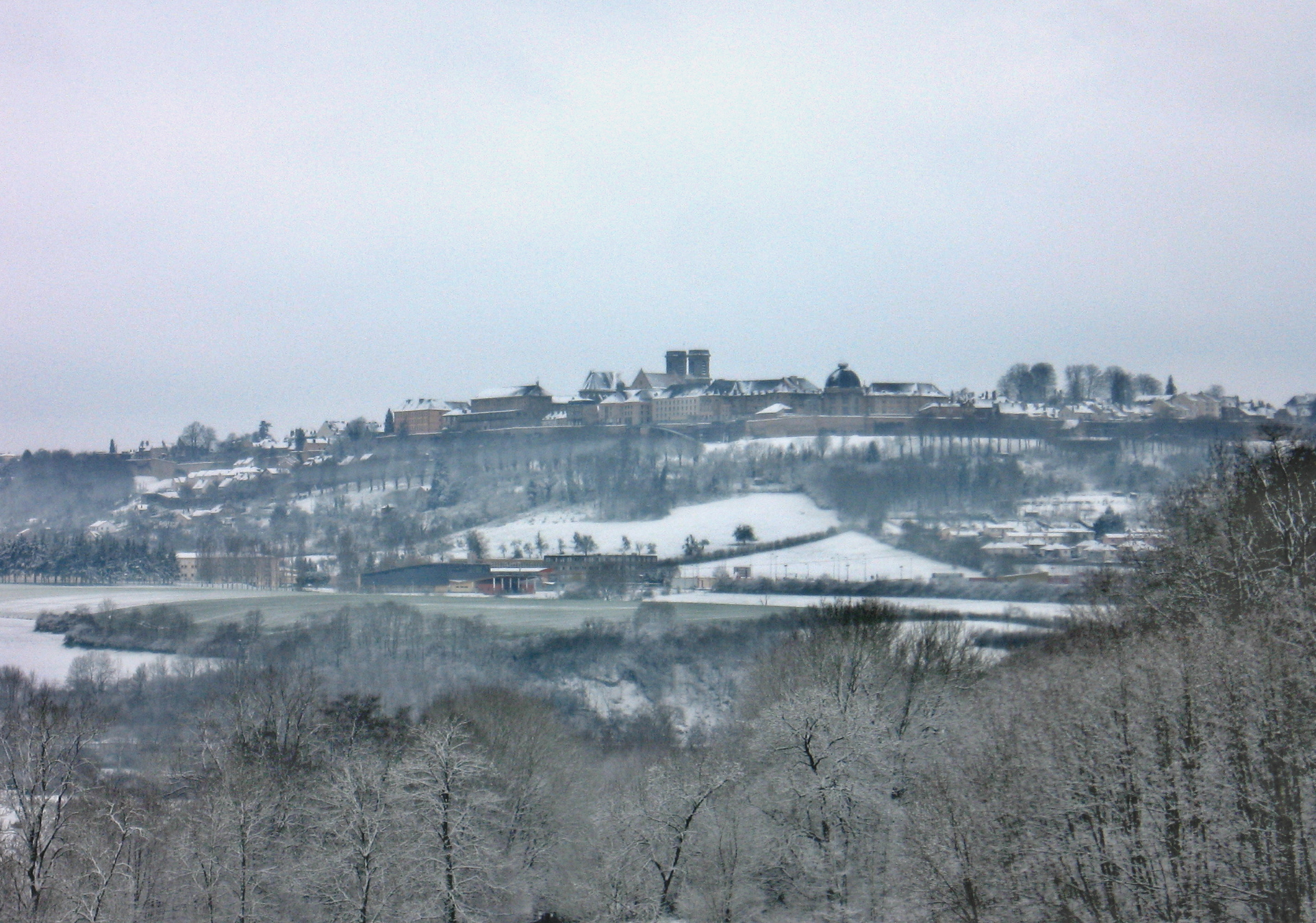
La ville de Langres sous la neige.

Le climat tempéré champenois fait office de transition entre le climat océanique et le climat continental. Au sein de la plaine de Champagne, à l'ouest, où se trouvent Reims et Troyes, le climat est plus doux et moins pluvieux qu'ailleurs, avec environ 10,5 °C en moyenne et 618 à 653 mm de précipitations annuelles ; les heures d'ensoleillement sont également supérieures aux autres de la région, elles sont comprises entre 1 700 et 1 800,. Toujours en plaine, mais plus à l'est, les températures annuelles moyennes restent voisines de 10 à 11 °C, cependant la pluie est plus présente (857 mm) et l'insolation est moins importante (1 682 h/an). Sur les plateaux ardennais et langrois, le climat est plus pluvieux, 886 mm d'eau à l'année à Langres et 937 mm à Charleville-Mézières, et les températures annuelles passent en deçà des 10 °C, en partie du fait de leur altitude. Langres, souvent considérée comme l'une des villes les plus froides de France, connait cependant un ensoleillement plus important, avec 1 737 h de soleil par an contre seulement 1 440 h dans les Ardennes,.

## Histoire

La Champagne dans ses limites du XVIIIe siècle et les communes et départements actuels.

La « région de programme de Champagne » est créée en 1956, elle est plus tard renommée Champagne-Ardenne. Ce terme s'explique par le fait que la région est issue en grande partie de l'ancienne province de Champagne ainsi que de divers petits territoires dans la vallée de la Meuse, dans le massif de l'Ardenne. La pointe de Givet est d'ailleurs de culture wallonne.

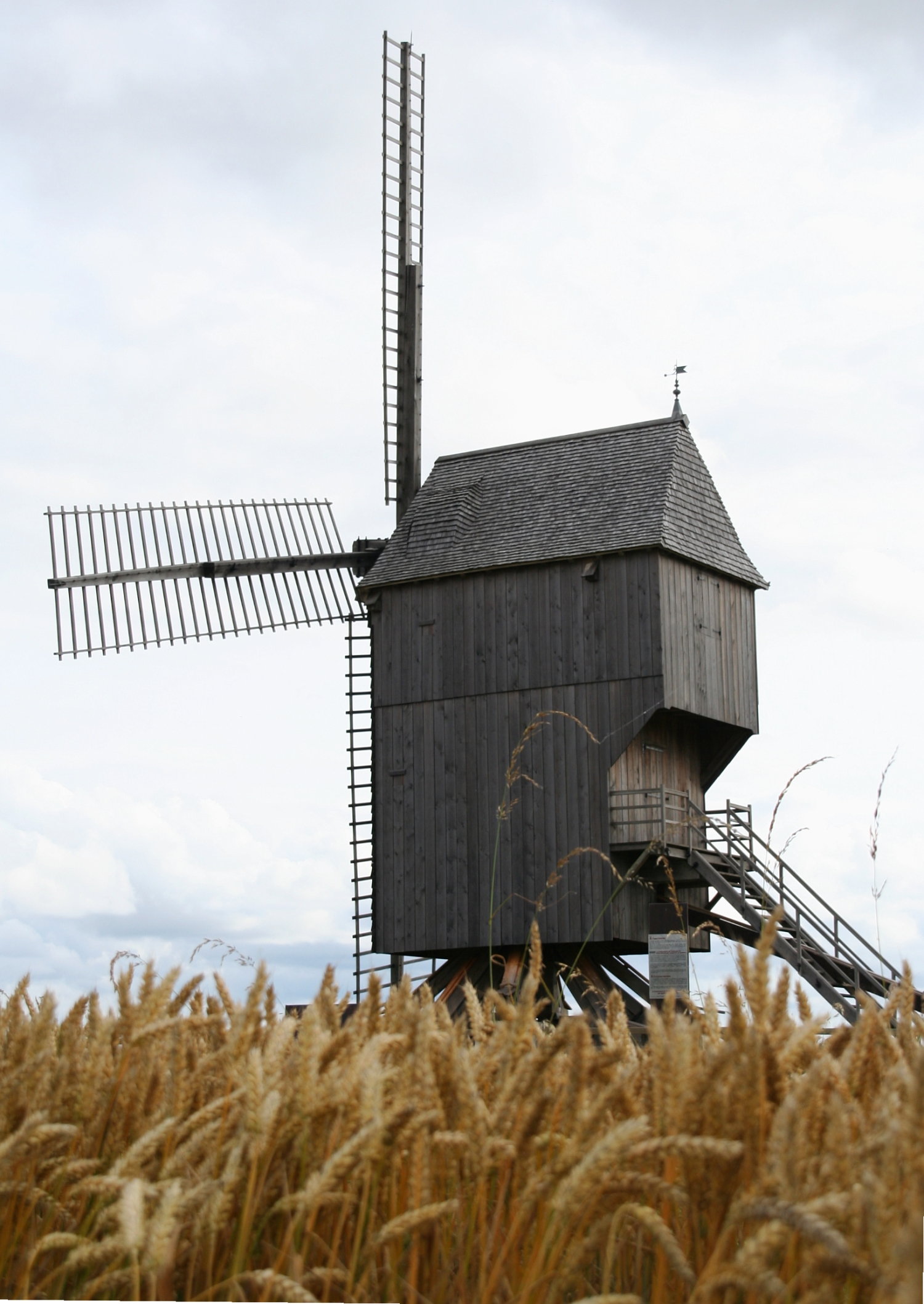
Moulin de Valmy, 1792.

La région Champagne-Ardenne a été marquée par de nombreux événements depuis l'Antiquité :
- à l'époque romaine, la ville de Reims (Durocortorum) était un carrefour de routes et était une des villes les plus peuplées au nord de Rome ;
- au début du Moyen Âge, lors de Noël d'une année comprise entre 496 et 506, Clovis Ier a été baptisé par saint Remi dans la cathédrale primitive de Reims, c'est la raison pour laquelle Reims est devenue la ville du sacre des rois de France[14] jusqu'à Charles X ;
- vers l'an mil, l'archevêque de Reims, Gerbert d'Aurillac est devenu pape sous le nom de Sylvestre II, il était un ami de l'empereur Othon III ;
- de la fin du XIIe siècle au XIVe siècle, la Champagne était une région très riche avec ses foires : Lagny-sur-Marne (dans l'actuelle région administrative d'Île-de-France), Provins, Troyes et Bar-sur-Aube, qui étaient sur deux routes de pèlerinage vers Rome ;
- le 20 septembre 1792, bataille de Valmy, première victoire de la République ;
- la campagne de France en 1814 ;
- en 1870, a eu lieu la bataille de Sedan dans les Ardennes ;
- pendant la Première Guerre mondiale, les Ardennes ont été le lieu de passage de l'invasion ennemie (Charleville était le QG du Kronprinz), la Champagne a été le théâtre des combats après la Première bataille de la Marne près de Paris (6 au 9 septembre 1914) : le Chemin des Dames (printemps 1917), puis la seconde bataille de la Marne (1918) ;
- pendant la Seconde Guerre mondiale, les Ardennes ont de nouveau été le lieu de passage de l'armée nazie puis ont fait l'objet d'âpres combats en 1940 (défaite française) ;
- la cérémonie de réconciliation entre la France et l'Allemagne a eu lieu en la cathédrale de Reims, en présence du président Charles de Gaulle et du chancelier Konrad Adenauer, célébrée par le cardinal François Marty ;
- en 1996, le pape Jean-Paul II est venu à Reims pour le 1500e anniversaire du baptême, par saint Remi, de Clovis et de ses soldats, bien qu'aucun document historique n'atteste de la date de ce baptême.

### Disparition de la région administrative

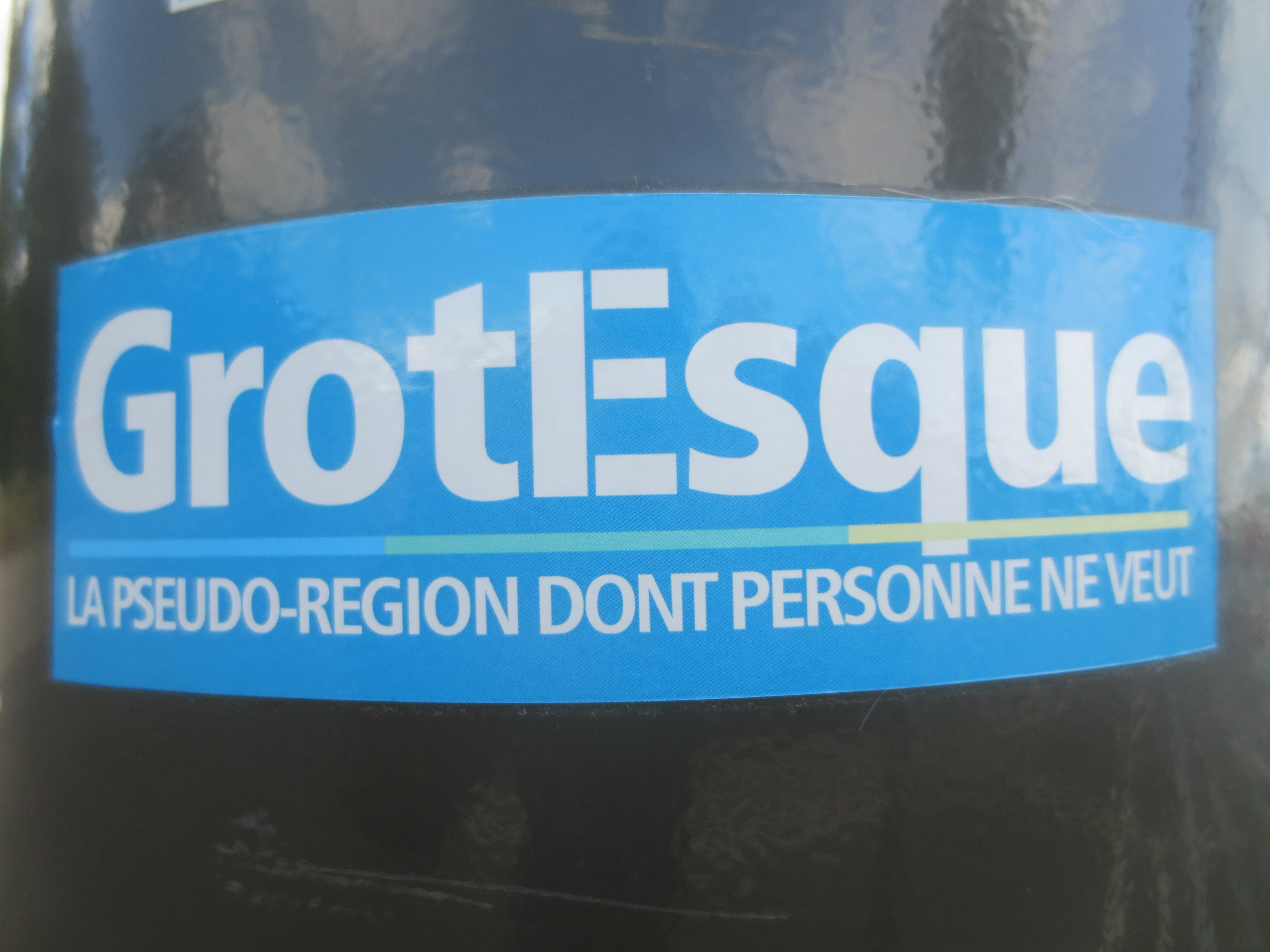
Autocollant montrant l'opposition à la nouvelle région Grand Est.

Dans les années 2000, la taille des régions françaises est régulièrement critiquée : elles ne seraient pas assez peuplées et manqueraient ainsi de poids économique face aux autres régions européennes. La Champagne-Ardenne est alors l'une des régions les moins peuplées du pays et la seule à perdre des habitants entre 1999 et 2010. Elle est également considérée comme peu attractive.
En 2009, le Comité pour la réforme des collectivités locales présidé par Édouard Balladur propose de réduire le nombre de régions métropolitaines de 22 à 15. La disparition de la Champagne-Ardenne n'est alors pas à l'ordre du jour. En effet, le comité avance un rattachement du département de l'Aisne (issu de la Picardie) à la région,. La scission du département de Seine-et-Marne, dont la partie orientale rejoindrait la Champagne-Ardenne, est également évoquée,.
Si les propositions de 2009 restent sans effet, François Hollande relance le débat sur la taille des régions en janvier 2014. Au mois de juin, le président de la République dévoile ses premières propositions pour un passage à 14 régions : le projet prévoit la fusion de la Champagne-Ardenne et de la Picardie dans une région unique qui rassemblerait environ 3,3 millions d'habitants sur 40 000 km2. Ce rapprochement est notamment soutenu par le président de la région Champagne-Ardenne Jean-Paul Bachy, qui met en avant les collaborations existantes entre ces régions et s'oppose à une fusion avec la Lorraine et surtout l'Alsace, jugée trop éloignée de sa région. Au contraire, les élus picards sont plus surpris voire opposés à cette fusion. Lors des débats parlementaires, l'Assemblée nationale vote pour une fusion de la Champagne-Ardenne avec la Lorraine et l'Alsace, une décision critiquée par les présidents des conseils régionaux d'Alsace et de Champagne-Ardenne. La Picardie fusionnerait alors avec le Nord-Pas-de-Calais. Si le Sénat propose une fusion limitée à la Champagne-Ardenne et la Lorraine, sans l'Alsace, l'Assemblée nationale s'y oppose en deuxième lecture. La loi actant la fusion des trois régions est finalement votée en décembre 2014. La Champagne-Ardenne disparaît officiellement le 1er janvier 2016 au profit de la région Alsace-Champagne-Ardenne-Lorraine, par la suite renommée Grand Est.

## Démographie

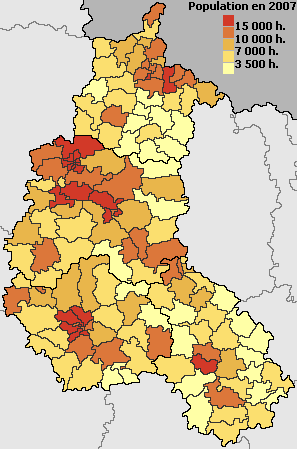
Population des cantons de la région.

Avec seulement 2,2 % de la population nationale et une densité de 52 hab./km2, la région Champagne-Ardenne était en 2007 la cinquième région française la moins peuplée mais aussi la cinquième la moins densément peuplée. Au 1er janvier 2009, la région comptait environ 1 336 000 Champenois. La région a donc perdu entre 1999 et 2009 en moyenne 0,1 % de sa population chaque année, elle est ainsi l'une des deux seules à perdre des habitants (avec la Martinique). Si les naissances y sont supérieures aux décès, l'accroissement naturel, pourtant le 9e de France, ne corrige pas l'émigration, notamment celle des jeunes, vers le sud et l'ouest principalement. Si l'évolution de la population continue dans ce sens, la région devrait passer en deçà des 1 270 000 habitants en 2030.
La démographie régionale n'est pas homogène : tandis que la Marne et l'Aube voient leurs populations sensiblement augmenter, celles des Ardennes et de la Haute-Marne ne cessent de baisser ; autre preuve de ce déséquilibre : un Champenois sur cinq vit dans l'aire urbaine de Reims. La différence entre l'ouest, dynamique et l'est s'accentue de plus en plus ; la partie occidentale orientée vers le Bassin parisien attire plus que l'orientale, tournée vers la Lorraine. Par ailleurs, les cantons périurbains connaissent un solde naturel important, surtout en périphérie de Reims et Troyes.
En 2007, la structure de la population par âge était très proche de celle des autres Français : 24,7 % avaient moins de 20 ans, 21,6 % avaient plus de 60 ans et donc 53,7 % se situaient entre ses deux âges. La population marnaise est la plus jeune de la région tandis que celle de la Haute-Marne est la plus âgée. Le salaire net annuel moyen est de 21 129 € soit 2 881 € de moins que la moyenne nationale.
D'après les projections démographiques de l'INSEE en 2040, la Champagne-Ardenne pourrait encore perdre des habitants dans les années futures. Si cette tendance se maintient, la région devrait descendre à 1 312 000 habitants. Les disparités départementales deviendront également de plus en plus nombreuses. En effet, on estime que seul le département de l'Aube peut encore gagner des habitants. Quant à l'âge moyen, il reste légèrement supérieur à la moyenne nationale avec 44,6 ans contre 43,6 en France.

### Santé
Hôpitaux :
Aube (10)
Troyes - Centre hospitalier
Nombre de pathologies L'établissement a été classé parmi les meilleurs pour une pathologie.
Marne (51)
Reims - Centre hospitalier universitaire (CHU)
Nombre de pathologies L'établissement a été classé parmi les meilleurs pour 30 pathologies.
Reims - Institut Jean-Godinot (Centre de lutte contre le cancer)
Nombre de pathologies L'établissement a été classé parmi les meilleurs pour trois pathologies.

### Villes et aires urbaines
| Rang | Nom                  | Département | Nombre d'habitants (2011) |
| ---- | -------------------- | ----------- | ------------------------- |
| 1    | Reims                | Marne       | 180 752                   |
| 2    | Troyes               | Aube        | 60 013                    |
| 3    | Charleville-Mézières | Ardennes    | 51 997                    |
| 4    | Châlons-en-Champagne | Marne       | 45 153                    |
| 5    | Saint-Dizier         | Haute-Marne | 24 825                    |
| 6    | Épernay              | Marne       | 23 888                    |
| 7    | Chaumont             | Haute-Marne | 22 705                    |
| 8    | Sedan                | Ardennes    | 18 512                    |

| 1              | Reims                | 282 792 |
| 2              | Troyes               | 188 300 |
| 3              | Charleville-Mézières | 107 761 |
| 4              | Châlons-en-Champagne | 79 279  |
| 5              | Saint-Dizier         | 55 755  |
| 6              | Chaumont             | 44 100  |
| 7              | Epernay              | 37 500  |
| 8              | Sedan                | 32 900  |
| 9              | Vitry-le-François    | 32 800  |
| 10             | Langres              | 16 550  |
| Source : Insee |                      |         |

## Administration et politique

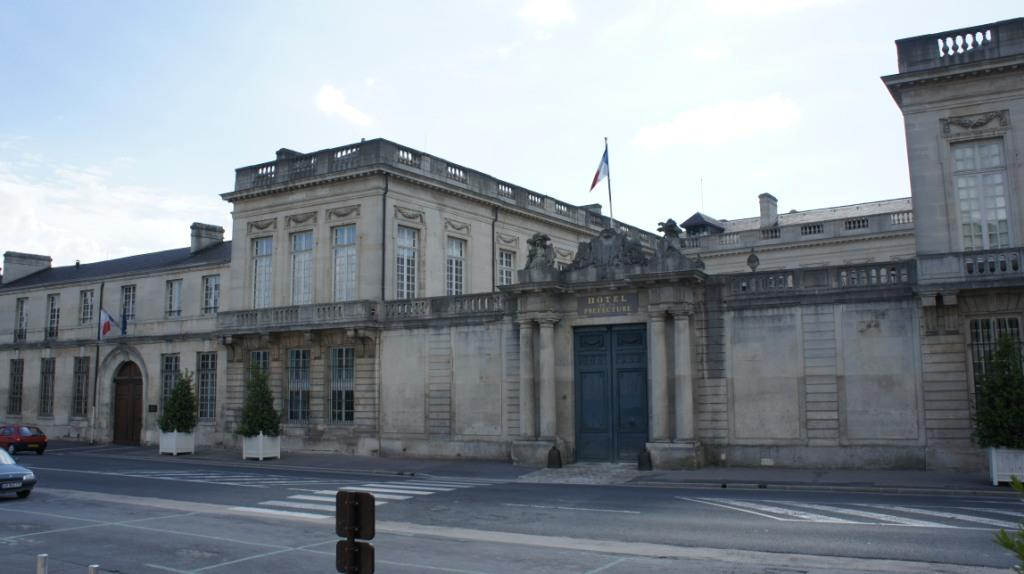
L'hôtel de la préfecture de Région rue Carnot.

La Champagne-Ardenne est une région, l'échelon le plus élevé de division territoriale de la République française. Cette collectivité territoriale est dotée d'un conseil régional, dont son président est le chef du pouvoir exécutif, sous le contrôle a posteriori du préfet de région ; la préfecture de région se situe à Châlons-en-Champagne. Le préfet de région et préfet de la Marne est, depuis le 11 mars 2015, Jean-François Savy.
La région est administrativement divisée en quatre départements : les Ardennes, l'Aube, la Marne et la Haute-Marne. Ces derniers sont eux-mêmes subdivisés en cantons, 146 au total, partagés entre les 15 arrondissements de la région. La Champagne-Ardenne est composée de 1 947 communes, regroupées en 118 intercommunalités, en 2008.

### Vie politique de Champagne-Ardenne
Depuis sa création en 1986, la Champagne-Ardenne est fortement ancrée à droite.
Aux élections présidentielles, malgré les bons scores de François Mitterrand en 1981, à plus de 51 %, et 1988 à près de 55 %, le candidat de la droite gagne généralement ces élections : 56,5 % en 1965 pour Charles de Gaulle, 57,8 % en 1969 pour Georges Pompidou, 51,2 % en 1974 pour Valéry Giscard d'Estaing, 52,6 % en 1995 pour Jacques Chirac et 58,5 % en 2007 en faveur de Nicolas Sarkozy ; à noter qu'en 2002, Jean-Marie Le Pen arriva en tête au premier tour avec 21,1 % des voix.
Depuis le découpage de 2010, la région élit treize députés, répartis entre chaque département : cinq pour la Marne, trois pour les Ardennes et l'Aube et deux pour la Haute-Marne. Les circonscriptions champenoises sont, elles aussi, marquées par une prédominance de la droite. Ainsi, même si les élections législatives de 1988 s'achevèrent sur un match nul, en 1993 elles penchaient en totalité à droite, puis onze en 1997. En 2002 et 2007, il n'y avait qu'une seule circonscription qui était détenue par le parti socialiste, la deuxième circonscription des Ardennes, douze revenant à la seule UMP.
Du côté des départements, ils sont tous les quatre administrés par la droite depuis 1973, date de la perte des Ardennes par le PS ; aujourd'hui[Quand ?], seule l'Aube n'a pas un président de conseil général UMP mais divers droite, en la personne du sénateur Philippe Adnot.

### Le conseil régional
Les conseillers régionaux de Champagne-Ardenne sont actuellement élus au suffrage universel, selon le mode de scrutin de liste proportionnel à deux tours, avec prime majoritaire. Ils sont, dans la région, au nombre de 49, répartis depuis 2010 de cette manière : 21 pour la Marne, 11 pour les Ardennes, 10 pour l'Aube et 7 pour la Haute-Marne. Le siège du conseil régional se trouve à Châlons-en-Champagne.
Dirigée d'abord par Jacques Sourdille (UDR), puis par Bernard Stasi (UDF), Jean Kaltenbach (RPR) et Jean-Claude Étienne (RPR puis UMP), la région, réputée imprenable, passe à gauche en 2004, au profit d'un nouveau mode de scrutin et d'une triangulaire avec le FN. Le nouveau président du conseil régional est alors Jean-Paul Bachy (PS). Devenu divers gauche, il est réélu en 2010 avec 44,3 % des voix contre 38,5 % à l'UMP et 17,2 % au FN, sa majorité composée du PS, d'Europe Écologie et du PCF obtenant 29 sièges.

## Économie

### Généralités
En 2007, le produit intérieur brut champenois s'élevait à 36 541 millions €, il avait ainsi progressé entre 1990 et 2007 de 3 % par an, soit 0,7 points de moins qu'au niveau national, ce qui en fait une des régions françaises ayant la croissance la plus faible. La Champagne-Ardenne était, toujours en 2007, la quatrième région possédant le produit intérieur brut par habitant le plus élevé, celui-ci était alors de 27 372 €. Ces chiffres s'expliquent notamment grâce à la baisse de la population champenoise, la prospérité de la viticulture locale et l'importance des secteurs des industries agro-alimentaires, de l'agriculture et de la métallurgie qui rapportent plus, par emploi, qu'au niveau national. Cependant ce bon classement cache des inégalités importantes ; le salaire moyen était par exemple en 2007 de 21 129 €, ce qui la situe seulement au 11e rang national.
Avec, en 2008, des exportations s'élevant à 8 000 millions d'euros, principalement à destination de l'Allemagne, du Benelux et du Royaume-Uni, la balance commerciale de la région était excédentaire de 2 000 millions d'euros. Elle se plaçait ainsi cinquième parmi les régions exportatrices de France. Malgré la crise économique qui a fait chuter ses importations de 16,7 % et ses exportations de 22,8 %, son excédent commercial se chiffre en 2009 à 1 194 millions d'euros.

### Agriculture
Dans la première région agricole de France, plus de 60 % du territoire est consacré à l'agriculture, le secteur représente 10 % de la valeur ajoutée. La Champagne-Ardenne est ainsi la deuxième région céréalière française, elle produit principalement du blé tendre, de l'escourgeon et de l'orge de printemps. La luzerne déshydratée couvre 74 000 ha ; en 2005, la Champagne-Ardenne représentait de ce fait 23 % de la production européenne et 69 % de la production française de luzerne. Elle est également la deuxième région cultivatrice de pois protéagineux et de betteraves industrielles. Elle est aussi la troisième région productrice de pommes de terre. Le colza représente 9 % de la surface agricole totale, ce qui fait de la région la deuxième productrice de colza de France, notamment grâce à l'intérêt donné aux biocarburants. Pourtant, en 2008, l'agriculture biologique représentait seulement 0,5 % des surfaces agricoles utilisées. La Champagne-Ardenne est par ailleurs l'une des régions où l'agriculture est la plus fortement mécanisées.
L'élevage est un aussi un acteur de l'agriculture régionale mais il est cependant relativement peu développé. Les bovins sont les animaux les plus élevés au sein de la région avec 638 000 têtes en 2008, viennent ensuite assez loin derrière les porcins et les ovins avec respectivement 188 000 et 145 000 têtes. Les caprins y sont marginaux avec 2 000 têtes. La sylviculture est présente dans la région, la forêt représente en effet plus de 25 % du territoire régional ; elle est principalement composée de chênes.

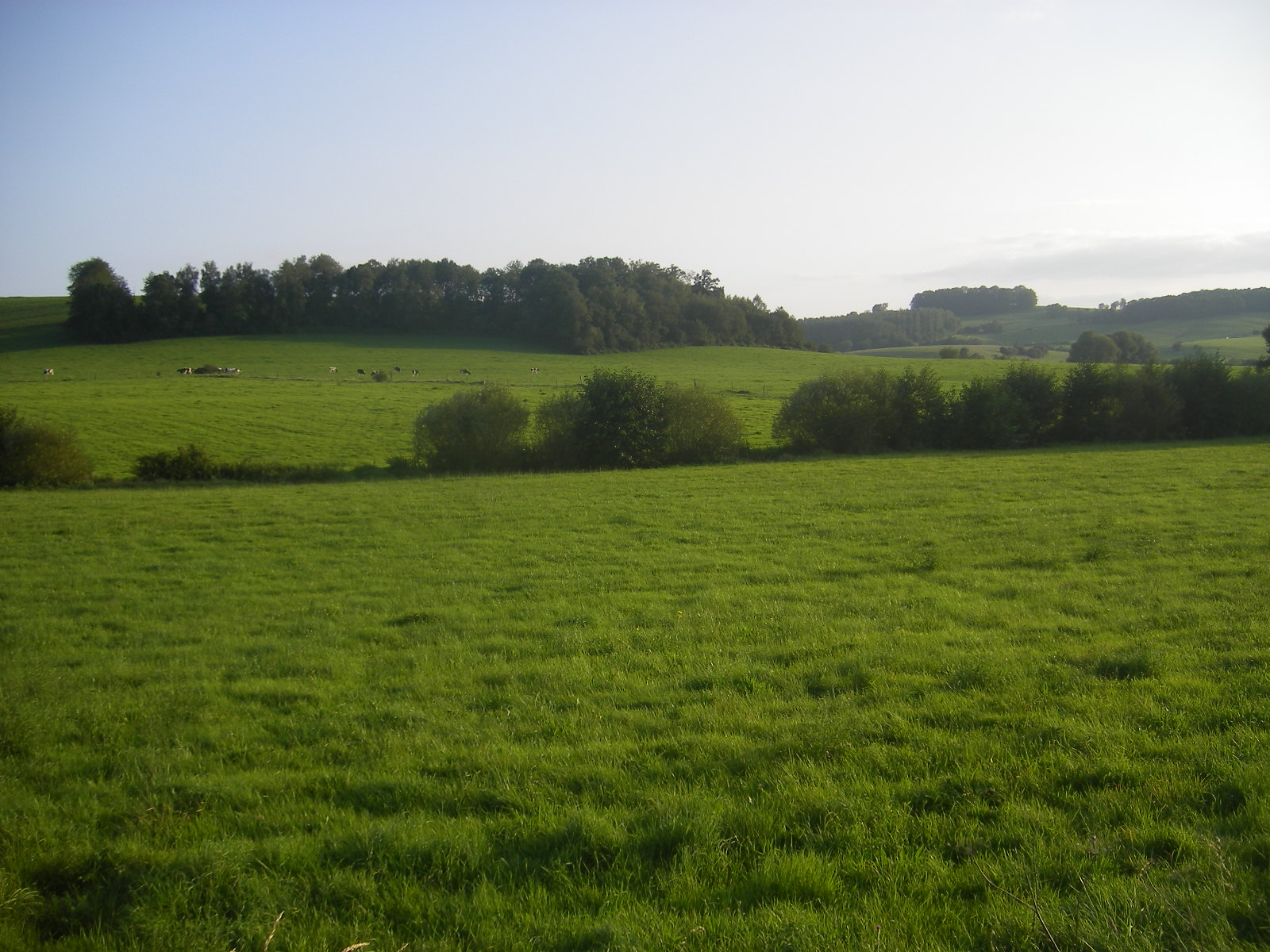
Des prairies dans le canton de Carignan.
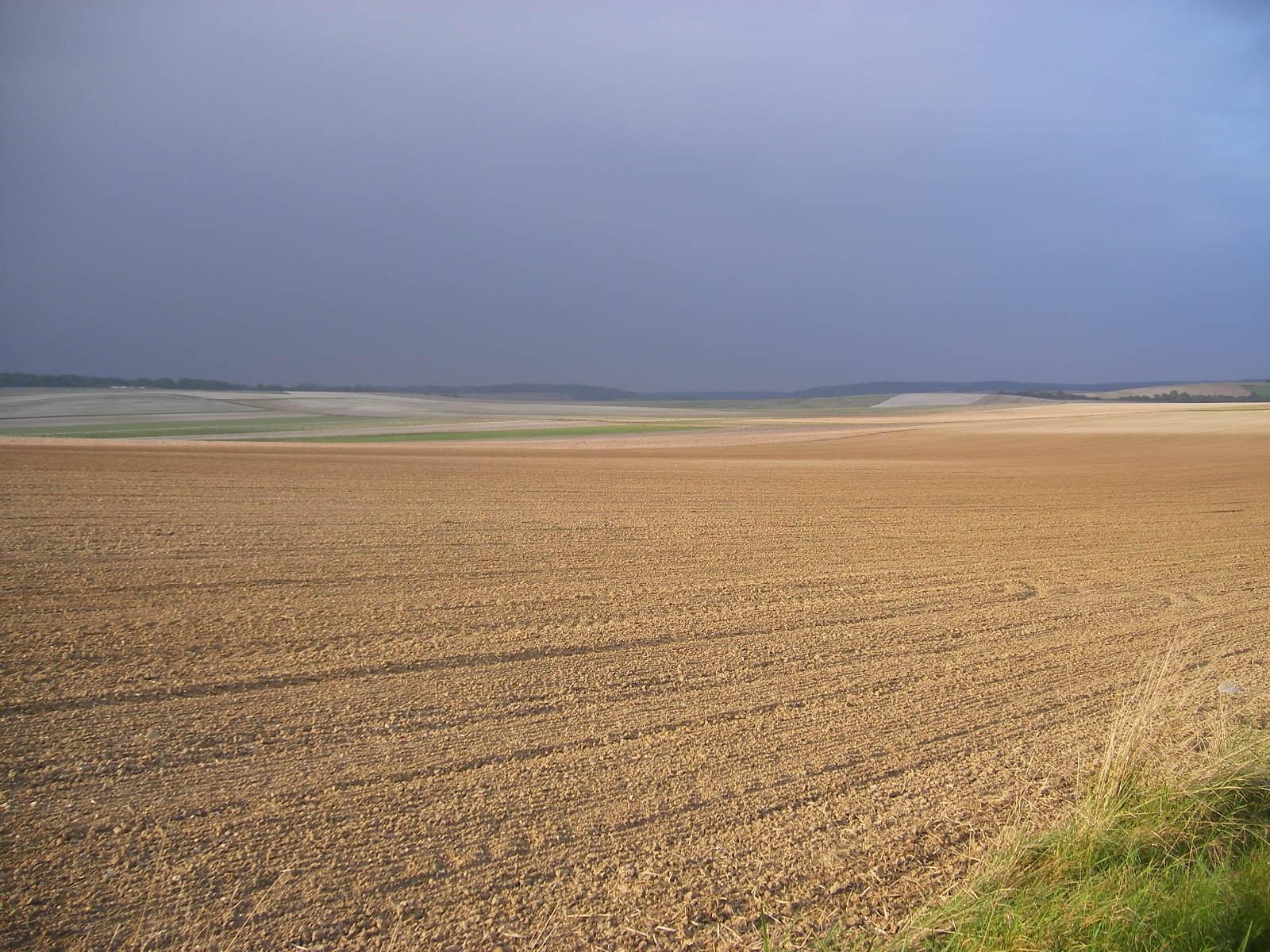
Des champs entre Auxon et Neuvy-Sautour.
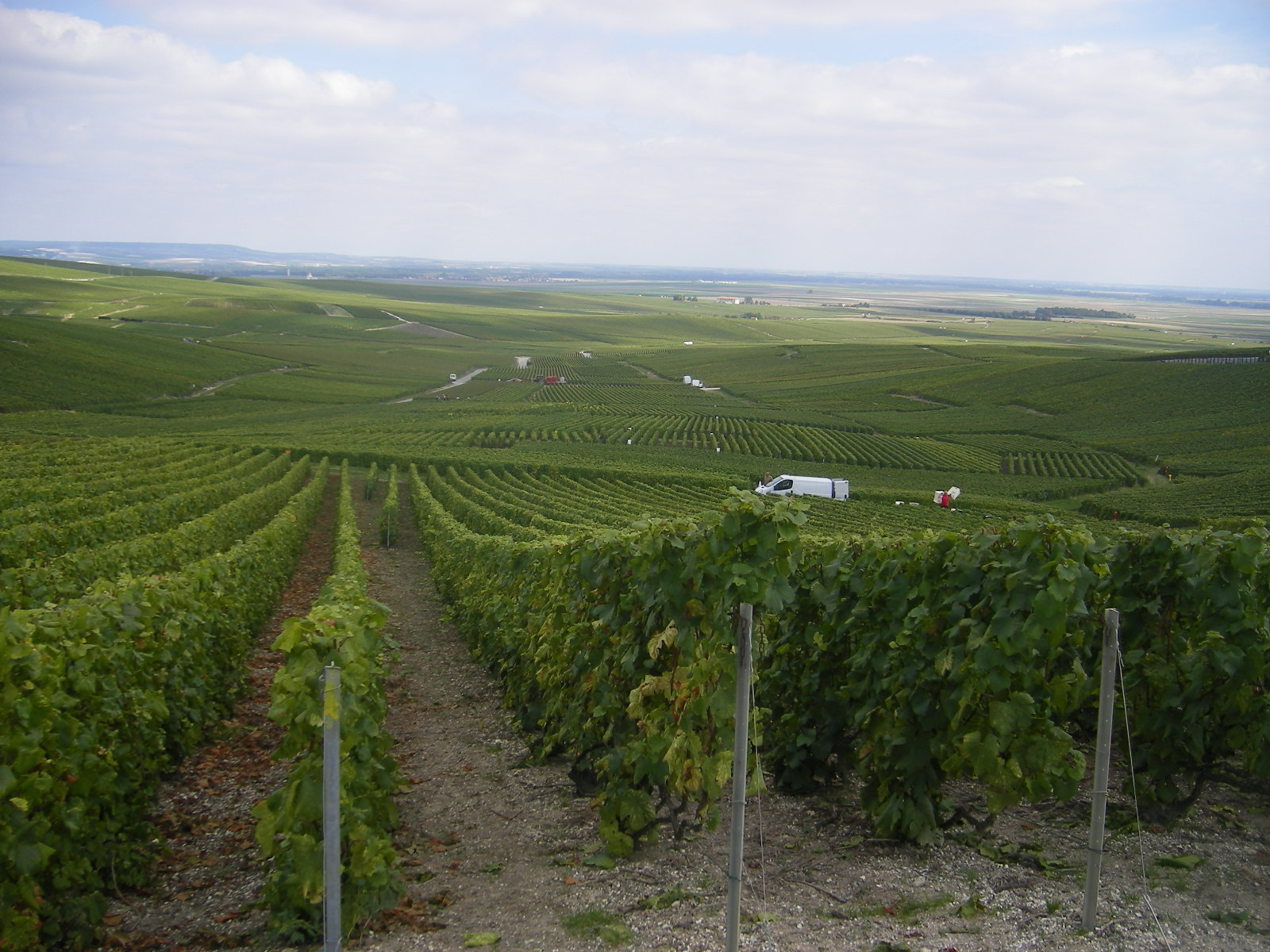
Le vignoble champenois à Cramant.

La viticulture marque elle aussi l'agriculture champenoise. Ainsi en 2007, la production viticole représentait 53 % de la valeur de la production agricole régionale.

### Industrie

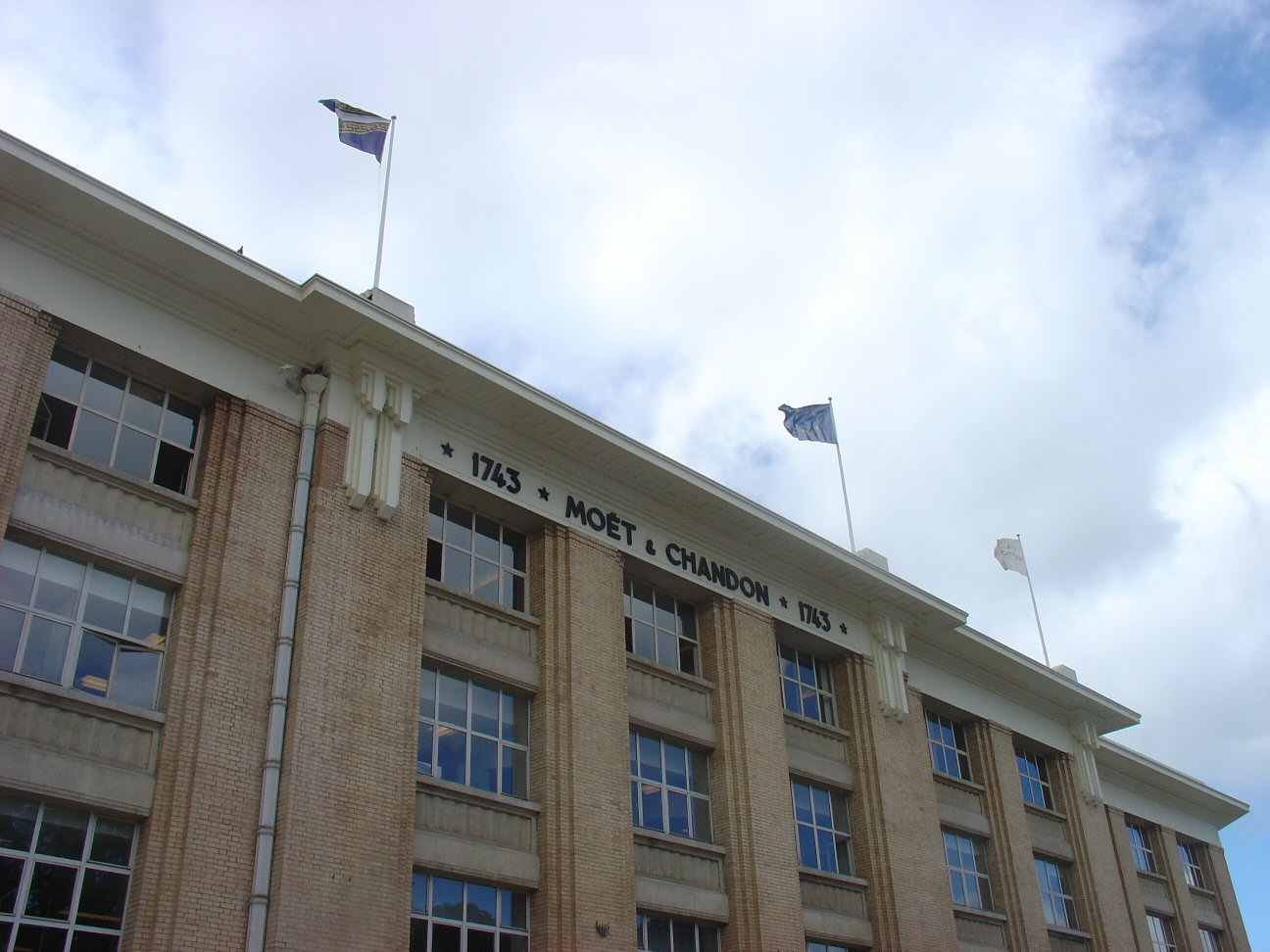
Siège de Moët & Chandon, troisième établissement régional.

Le secteur industriel représente en Champagne-Ardenne 21,8 % des salariés et 19 % de la valeur ajoutée. Elle est ainsi la 4e région la plus industrialisée du pays. La part de l'industrie est la plus élevée dans les Ardennes, dans l'ouest (d'Épernay à Romilly) et dans la moyenne vallée de la Marne (entre Vitry et Saint-Dizier). Elle est au contraire nettement plus faible dans les bassins d'emploi de Reims et Châlons-en-Champagne.
Dans la région natale de Nicolas Appert, qui créa notamment la première usine de conserves au monde, l'industrie agroalimentaire emploie de nombreuses personnes et contribue à près du quart de la valeur ajoutée régionale. Avec la métallurgie et les équipements mécaniques, ils sont les secteurs les plus importants de l'industrie champenoise. Les petits établissements sont moins représentés qu'au niveau national tandis que les moyens sont sensiblement plus nombreux. Par ailleurs, d'après l'Insee, seuls quatre établissements dépassent le millier de salarié : l'usine PSA Peugeot Citroën de Villers-Semeuse, Boehringer-Ingelheim Pharmaceuticals à Reims, la maison de Champagne Moët & Chandon à Épernay et l'équipementier automobile Visteon à Charleville-Mézières.

## Transports

### Routier
La région est desservie par 620 km d'autoroutes répartis sur six axes :
- A4 Paris-Strasbourg qui dessert l'agglomération de Reims ;
- A5 Paris-Langres, qui passe par Troyes et Chaumont ;
- A26 Calais-Troyes, passe par Reims et Châlons-en-Champagne (tronçon commun avec A4) et retrouve l'A5 à Troyes ;
- A31 Beaune-Toul, qui passe dans la Haute-Marne par Langres
- A34 Charleville-Mézières-Reims. Depuis les abords de cette ville, une bifurcation vers Rocroi et jusqu'à la frontière franco-belge a été réalisée. Ce qui est communément appelé le « Y ardennais » de par sa configuration, permet à la région d'être reliée à Charleroi et Bruxelles par la branche ouest, en plus de la liaison existante avec Bouillon et Liège à l'est.
- A203 Charleville-Mézières-Sedan. Cette autoroute gratuite est la continuation de l'A34.

### Fluvial
Le réseau navigable est assez complet, mais n'est pas aux normes européennes[En quoi ?], il s'articule autour des canaux suivants :
- le canal des Ardennes reliant les vallées de la Meuse et de l'Aisne ;
- le canal de l'Est qui relie les vallées de la Meuse et de la Moselle en partant de Givet à la Marne, il permet la navigation de la Mer du Nord à la Méditerranée via le canal de la Marne à la Saône ;
- le canal de la Marne à la Saône qui relie le canal latéral à la Marne depuis Vitry-le-François à la Saône à Pontailler-sur-Saône ;
- le canal latéral à la Marne de Vitry-le-François à Hautvillers et la Marne canalisée jusqu'à Alfortville ;
- le canal de la Marne au Rhin qui relie la Marne de Vitry-le-François au Rhin jusqu'à Strasbourg ;
- le canal de l'Aisne à la Marne qui dessert Reims, de Berry-au-Bac (Aisne) à Condé-sur-Marne, où il rejoint le canal latéral à la Marne.

### Ferroviaire
Le réseau ferroviaire s'articule principalement autour des quatre lignes :
- Paris-Strasbourg, de la gare de l'Est, qui suit la vallée de la Marne, via Épernay, Châlons-en-Champagne et Vitry-le-François. Depuis le 10 juin 2007, cet axe est doublé par la LGV Est, ligne à grande vitesse dont le tracé s'infléchit vers le nord pour desservir Reims, qui dispose d'une gare nouvelle appelée « Champagne-Ardenne » et située sur la commune de Bezannes ;
- Paris - Charleville-Mézières-Sedan, qui dessert Reims et Rethel, également desservie par le TGV ;
- Paris-Bâle qui suit la vallée de la Seine, via Romilly-sur-Seine, Troyes, Chaumont et Langres. Cet axe non électrifié est compromis par la politique de rentabilité de la SNCF et pourrait disparaître au profit d'une future ligne TGV Paris-Dijon-Bâle ou en tout cas être électrifiée ;
- Lille-Strasbourg qui dessert Charleville-Mézières et Sedan.

### Aérien
La deuxième moitié du XXe siècle voit apparaître à Bétheny, près de Reims, l'aérogare de Reims Champagne, le premier aéroport civil régional. À la suite d'une histoire qualifiée par certains de « chaotique » et à de nombreuses tentatives de sauvetage ayant échoué, l'aérogare ferme finalement le 30 juin 2006. Dès lors, Paris - Vatry devient l'unique aéroport de transport de passagers en Champagne-Ardenne. En effet, l'aéroport qui est à l'origine spécialisé dans le fret doit, depuis le déclin de cette activité qui est passée de 40 000 t en 2008 à 23 000 t en 2009, s'ouvrir au low-cost pour subsister. Ainsi en 2010, deux lignes ont été créées par la compagnie Ryanair, l'une vers Oslo et l'autre à destination de Stockholm. Malgré le faible nombre d'installations aéroportuaires d'envergure nationale ou internationale, la région dénombre 21 aéroclubs pour 16 aérodromes.

## Culture, tourisme
- 291 hôtels de tourisme homologués (8 000 chambres)
- 152 structures offrant des chambres d'hôtes
- 19 musées, 92 salles de cinéma, 16 théâtres, 10 terrains de golf
- 650 km de voies navigables et 8 plans d'eau (dont le lac du Der-Chantecoq, le plus grand plan d'eau artificiel d'Europe réservé au tourisme).

Les visiteurs s'orientent pour la plupart vers la Champagne pour son histoire, ses vignobles et ses caves (dont le vin de Champagne). Les sites et itinéraires se diversifient avec la découverte du patrimoine et de la gastronomie et le développement des tourismes de mémoire et industriel : Troyes sa cathédrale, son musée d'Art moderne, sa Maison de l'outil et de la pensée ouvrière et ses maisons anciennes, Châlons-en-Champagne son cloître-musée , sa cathédrale, sa collégiale, son musée des Beaux-Arts et d'Archéologie et ses cours d'eau, les champs de bataille de Champagne, les ruines de l'abbaye de Trois-Fontaines, le  moulin de la Bataille de Valmy, Langres avec ses remparts, Épernay  son avenue de Champagne et ses caves, les vallées de la Marne et de la Meuse,  Charleville-Mézières sa place Ducale, sa rue de la République, son musée Rimbaud, son musée de l'Ardenne et sa basilique , Bogny-sur-Meuse son musée de la Métallurgie ardennaise, le village d'Elan, Sedan et son château fort-historium, le domaine de Vendresse, Monthermé, petite capitale des boucles de la Meuse, Mouzon son abbatiale et son musée du Feutre, Juniville son musée Verlaine, Reims  son palais du Tau, son ancienne abbaye-musée, sa cathédrale et ses caves , la basilique Notre-Dame-de-l'Epine, l'abbaye d'Auberive, ou encore Colombey-les-Deux-Églises et le mémorial Charles-de-Gaulle.
Six villes sont labelisées Villes et Pays d'art et d'histoire : Châlons-en-Champagne, Charleville-Mézières, Langres, Reims, Sedan et Troyes.
Une curiosité naturelle à voir dans le parc naturel régional de la Montagne de Reims : les faux de Verzy.
Capitale Mondiale de la marionnette, Charleville-Mézières accueille un festival biennal.
Un parc d'attractions Nigloland, l'un des plus visités de France, se situe à Dolancourt, près de Bar-sur-Aube.
Le Pays du Der est une région naturelle relevant de la Champagne humide où se trouvent la route des églises à pans de bois et vitraux et le musée du Pays de Der.
Le parc naturel régional des Ardennes possède deux réserves naturelles nationales et sept sites Natura 2000.
Le parc naturel national des forêts de Champagne et Bourgogne est un massif forestier partagé entre la Haute-Marne et la Côte d'Or.
Le parc naturel régional de la Forêt d'Orient avec ses grands lacs attire les amateurs de nature, de pêche, de randonnée, de baignade et d'activités sportives nautiques.
La diversité et le nombre des vitraux résumés par la maxime "80% des vitraux du monde se trouvent en France, 80% des vitraux français se situent au nord de la Loire, 80% des vitraux du nord de la Loire se trouvent en Champagne-Ardenne et 80% des vitraux de Champagne-Ardenne se rencontrent dans le département de l'Aube". La Marne  possède le deuxième plus grand nombre de vitraux, avec environ 15% des vitraux de la région. Parmi les villes remarquables, on trouve Reims, Châlons-en-Champagne et Épernay. Les Ardennes possèdent les 5% restants des vitraux de la région. Charleville-Mézières et Sedan sont les villes qui comptent le plus grand nombre de vitraux. Les départements de l'Aube et de la Haute-Marne ont développé des itinéraires de visite dénommés "Route du vitrail dans l'Aube" et "Route du vitrail dans la Haute-Marne".

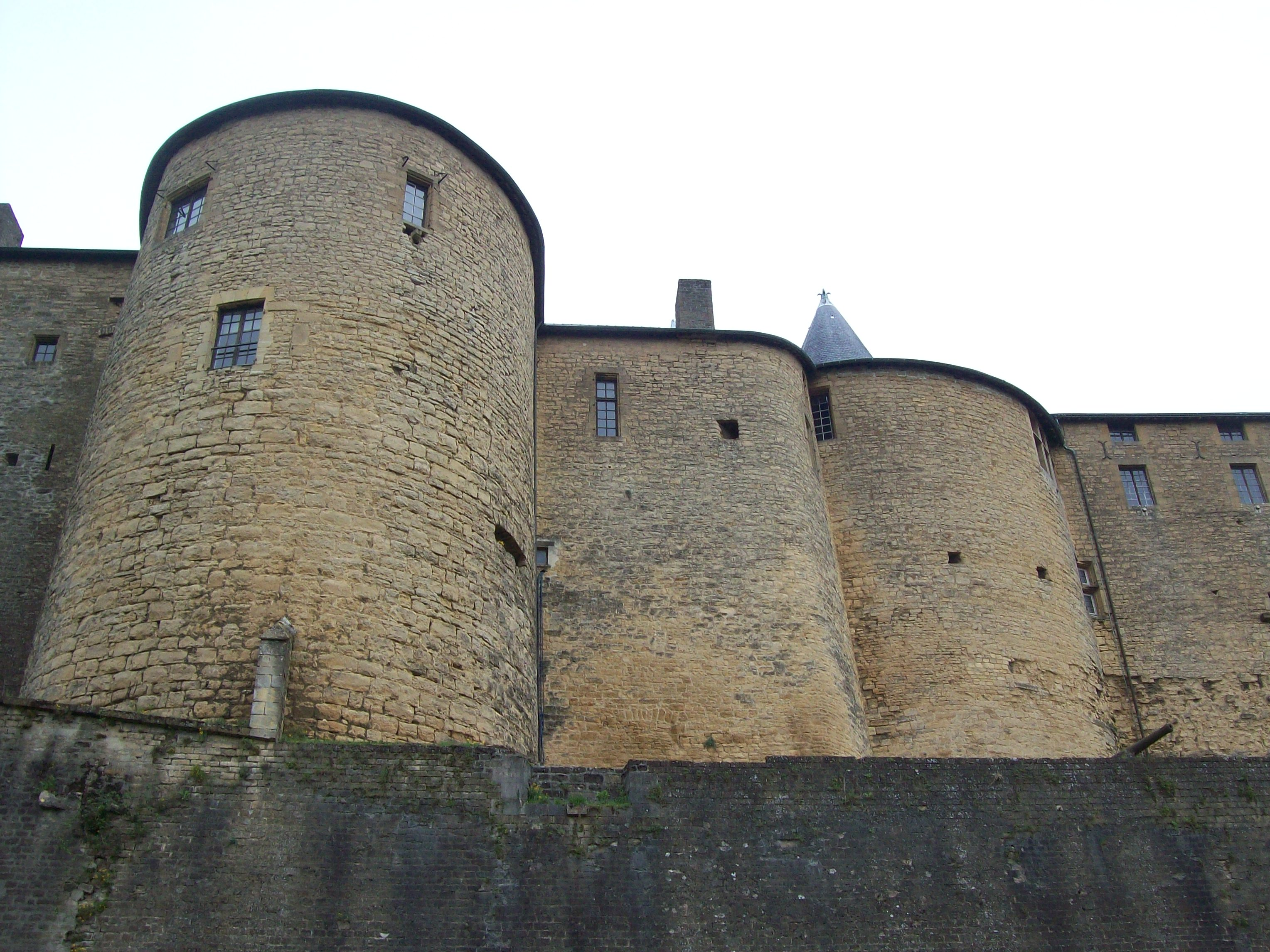
Château-fort de Sedan.
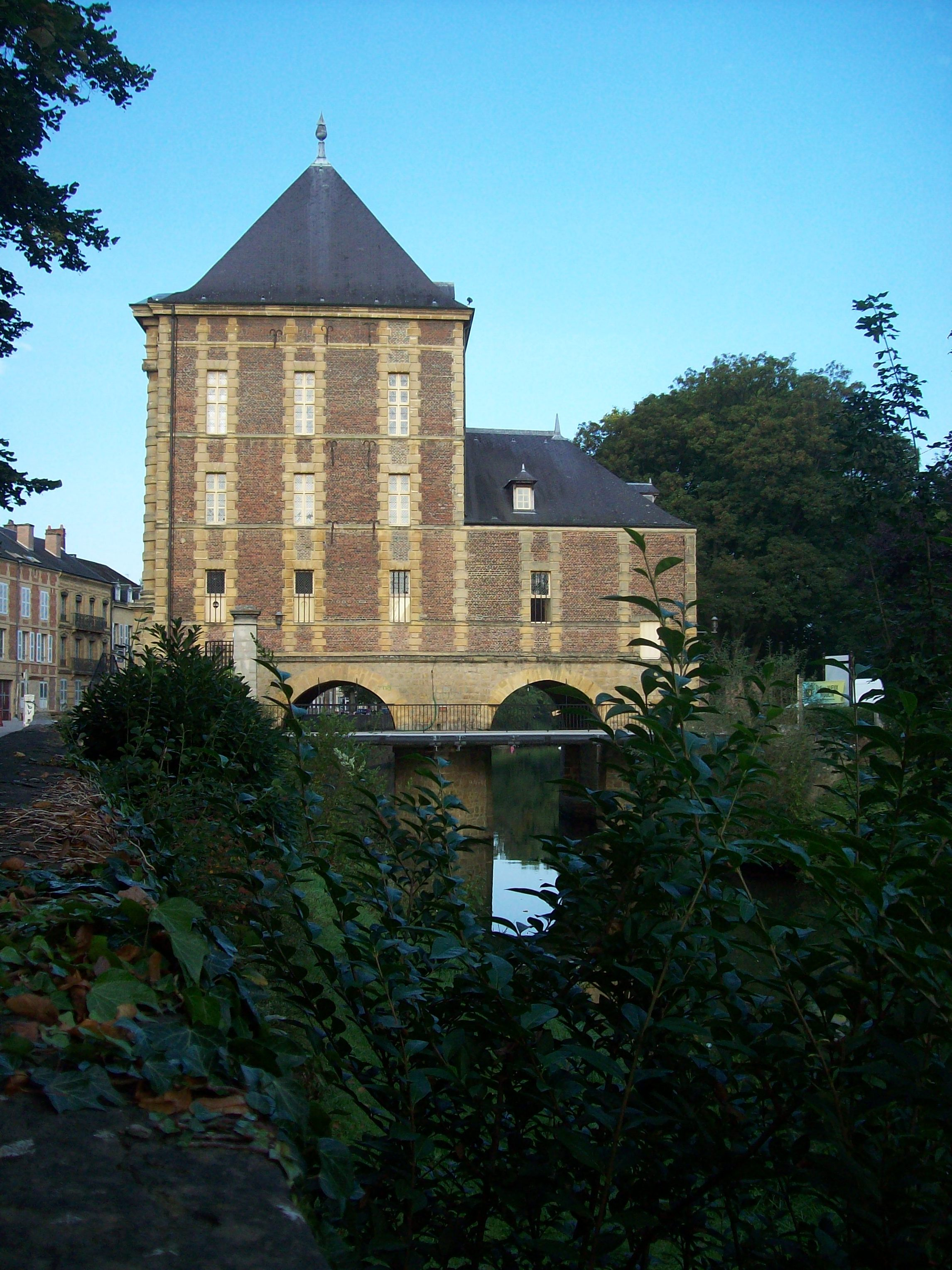
Musée Rimbaud de Charleville-Mézières.
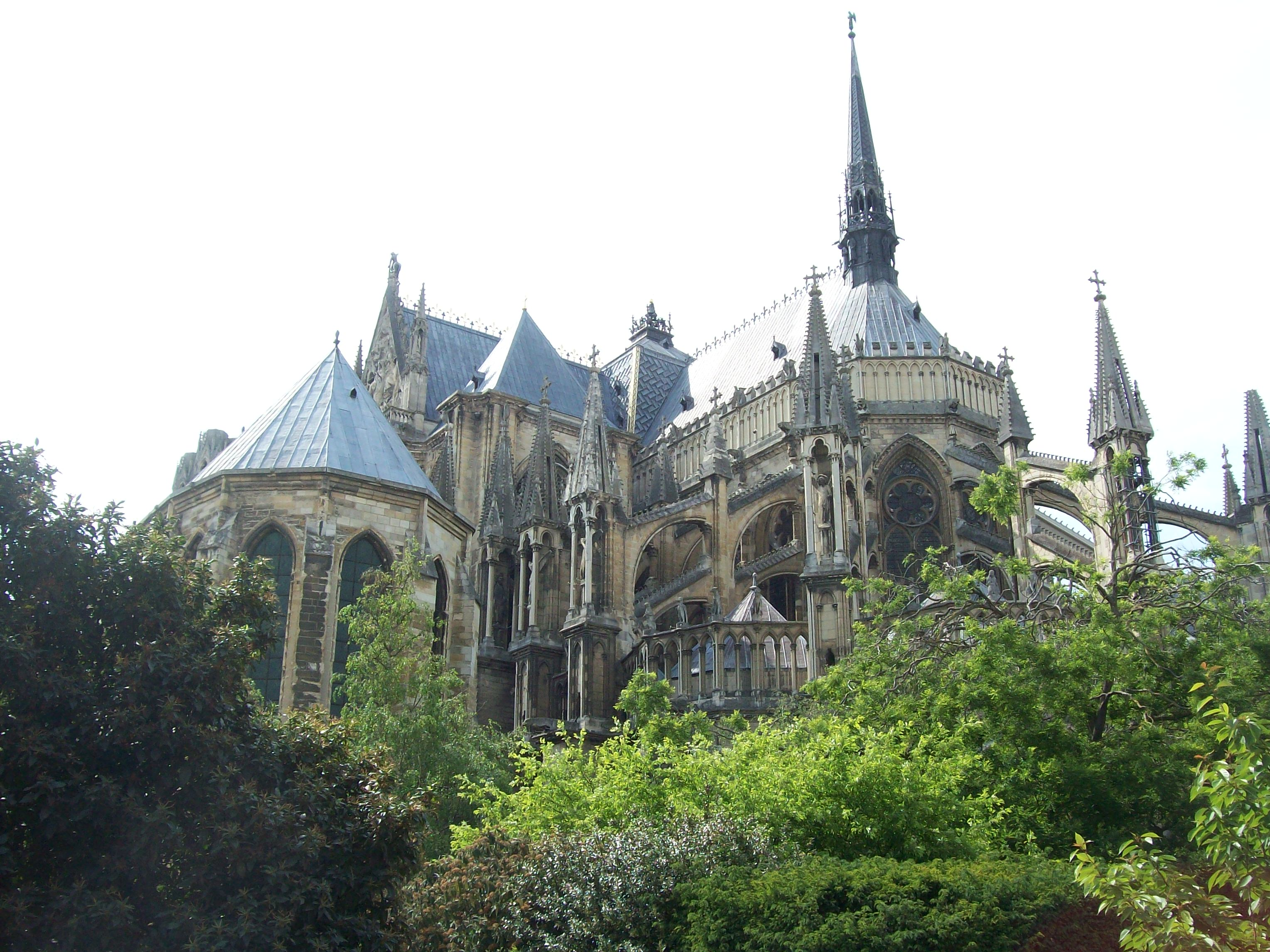
Chevet de la cathédrale Notre-Dame de Reims.
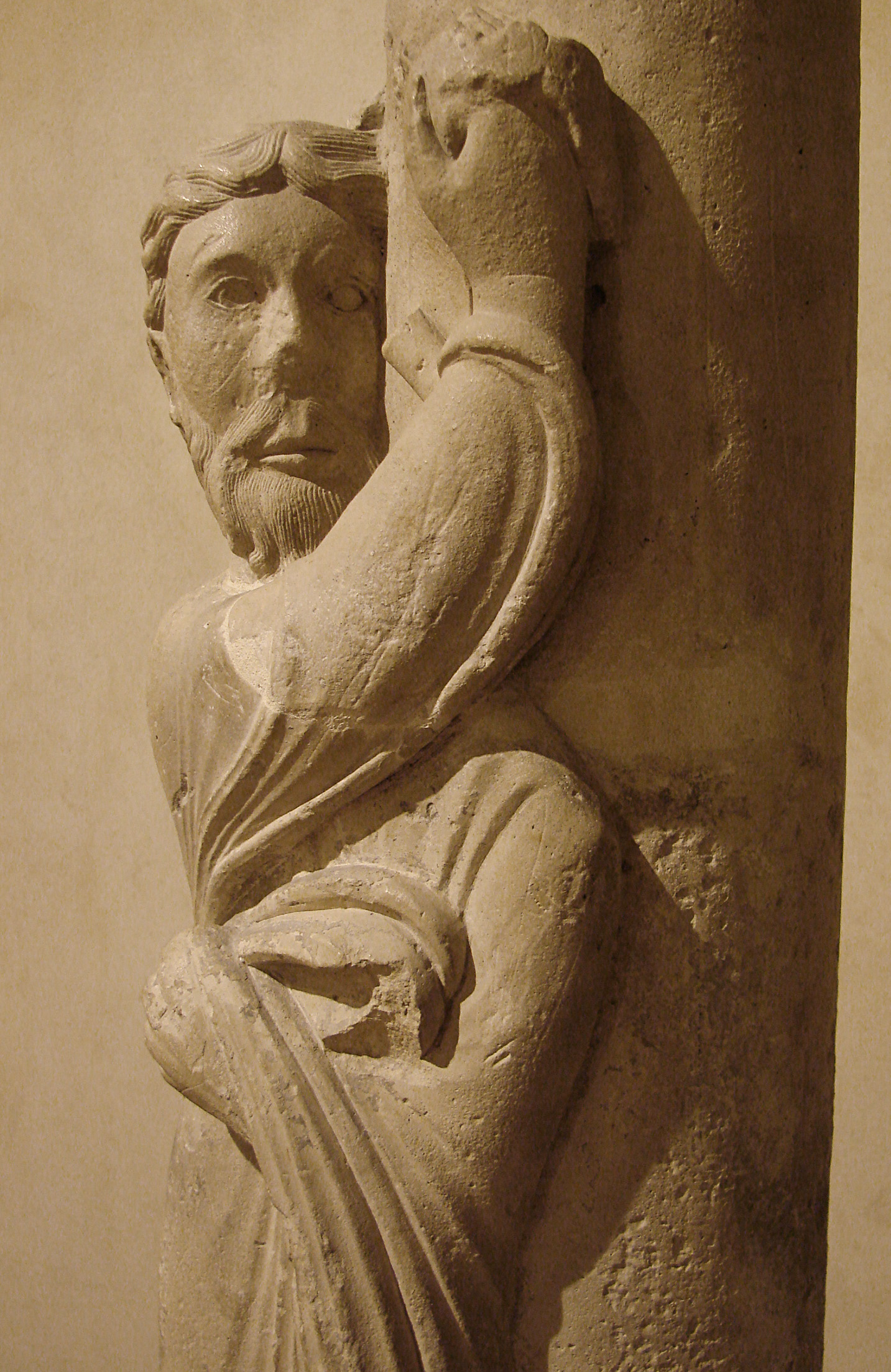
Cloître Notre-Dame-en-Vaux de Châlons.

### Littérature
- Auteurs : Denis Diderot, Cardinal de Retz, Gaston Bachelard, Roger Caillois, Paul Fort, Roger Vaillant,  Patrick Poivre d'Arvor, Charles de Gaulle, Marcel Arland, Xavier Aubryet, André Dhôtel, Yves Gibeau,  Rémi Hess,  Maurice Renard, Jean Rogissart,  Frédérick Tristan, Nadine Najman, Arthur Rimbaud.
- Sites et sociétés :
  - Académie nationale de Reims[59] ;
  - Site Écritdire[60].

### Musique
- Compositeurs, organiste : Olivier Messiaen, (Fuligny, Aube, 1928-1931), Guillaume de Machaut, Etienne Nicolas Mehul.

### Médias
- Écrit : de 1883 à 1944 Le Petit Champenois, de 1944 à aujourd'hui, L'Union, Le Journal de la Haute-Marne (JHM), Voix de la Haute-Marne, L'Ardennais, L'Affranchi (hebdomadaire), La Semaine des Ardennes (hebdomadaire), RCA, La Champagne Viticole, Le Vigneron Champenois, L'Hebdo du Vendredi (gratuit), L'Aube Nouvelle, L'Est-Eclair Troyes, Libération Champagne Troyes , Press'Troyes , Le Troisième Œil, La Vie en Champagne .
- Radios : Champagne FM, Ici Champagne-Ardenne, Active Radio (107.2), Radio Star (99.3), Radio Latitude (95.8), Happy FM , Chérie FM Troyes (99.7), NRJ Troyes (100.2), Radio Zénith (106.8), Radio Campus Troyes (88.7), RCF Aube-Haute-Marne (88.2), Thème Radio (90.3) .
- Télés : France 3 Champagne-Ardenne, Canal 32.
- Internet : Le Petit Aubois, champagne.fr, escapades-en-champagne.com